# Propel
Propel è una libreria PHP libera (sotto licenza MIT) per l'implementazione di un ORM.

## Storia
Il progetto Propel è iniziato nell'agosto del 2003, con la disponibilità delle versioni beta di PHP 5. Con la versione 5, PHP era finalmente in grado di fornire un livello di supporto per la programmazione orientata agli oggetti, il che ha reso possibile la creazione di Propel. Propel era inizialmente basato sul progetto Apache Torque, un'implementazione di un ORM scritta in Java

## Caratteristiche
La funzionalità principale di Propel è quella di fornire una mappatura tra classi PHP e tabelle di un database. Per realizzare tale mappatura, Propel è fornito di un componente di generazione (detto "generator"), che genera il codice sorgente per costruire classi PHP, basandosi su definizioni di modelli di dati scritti in XML. Propel ha anche un componente chiamato "runtime", che gestisce le connessioni, le transazioni e altre regole usato per descrivere il funzionamento di RDBMS.
Propel inoltre ha tutte le caratteristiche di base di un ORM e permette di effettuare il CRUD sui dati, effettuare ricerche e manipolazione su modelli con relazioni, effettuare la validazione dei dati, gestire le transazioni.